# Megaulacobothrus maerkangensis
Megaulacobothrus maerkangensis är en insektsart som först beskrevs av Zheng, Z. 1980.  Megaulacobothrus maerkangensis ingår i släktet Megaulacobothrus och familjen gräshoppor. Inga underarter finns listade i Catalogue of Life.